# Titarísios Potamós
Titarísios Potamós är ett vattendrag i Grekland. Det ligger i den centrala delen av landet, 230 km nordväst om huvudstaden Aten.